# Worms Clan Wars
Worms Clan Wars (с англ. — «Червяки: Клановые войны») — компьютерная игра серии Worms в жанре пошаговая стратегия, разработанная и изданная компанией Team17 в сервисе цифровой дистрибуции Steam 15 августа 2013 года для Windows, 20 февраля 2014 года для macOS и 2 марта 2015 года для Linux.
Как и в предыдущих частях серии, в Worms Clan Wars игроку нужно участвовать в пошаговых сражениях, используя разнообразные оружие и приспособления. Как и в Worms Revolution, в игре было уделено внимание физике жидкостей и различных объектов ландшафта, оказывающей значительное влияние на ход сражения.
Игровая пресса неоднозначно, но в основном положительно встретила Worms Clan Wars. Обозреватели отнесли к достоинствам разнообразие вооружения и многопользовательский режим, однако отметили минусы в проработке физического движка и отсутствии значительных улучшений, по сравнению с предшественниками.

## Игровой процесс

Игра на ландшафте «Феодальная Япония», червяк из команды игрока бросил коктейль Молотова во вражеского червяка. Worms Clan Wars основана на предыдущей части серии — Worms Revolution

Как и предыдущие части серии, Worms Clan Wars представляет собой пошаговую стратегическую игру, в которой нужно управлять командой червяков и уничтожать другие команды с помощью различного оружия.
В игре присутствует несколько режимов, в числе которых «Clan Wars» — появившийся в этой игре сетевой режим с возможностью создания игровых кланов, которым начисляются очки за победы. Worms Clan Wars основана на предыдущей игре серии — Worms Revolution и заимствует её особенности, такие как трёхмерную графику с двухмерным геймплеем, разделение червяков на классы, а также физику объектов и жидкостей. Режим кампании состоит из 25 различных миссий, которые даёт команде червяков Тара Пинкл (её озвучила Кэтрин Паркинсон) с целью устранения злого Лорда Кроули Месмера и возвращения украденных им древних артефактов. Ландшафты представлены в темах «Доисторическое время» (англ. Prehistoric), «Викинги» (англ. Viking), «Инки» (англ. Inca), «Феодальная Япония» (англ. Feudal Japan) и «Промышленная революция» (англ. Industrial Revolution). В игре действует система достижений.

## Разработка и выход игры
Worms Clan Wars, как и предыдущие части серии, разрабатывалась студией Team17, она же выступила издателем. Игра была анонсирована 6 августа 2013 года. В новом проекте создатели решили использовать концепцию и особенности предыдущей игры — Worms Revolution, но при этом были внесены улучшения в графику и геймплей (например, на локациях используется динамическая смена времени суток), а также добавлен новый сетевой режим — «Clan Wars», который позволяет игрокам объединяться в кланы и подсчитывает заработанный им в сражениях рейтинг, и благодаря которому игра получила название. Помимо этого, создатели обещали, что игра будет активно поддерживаться дополнениями и улучшениями, иметь полноценную интеграцию с сервисом Steam и задействовать новые технологии.
Выход игры состоялся 15 августа 2013 года для компьютеров под управлением Windows, 20 февраля 2014 года для Macintosh и 2 марта 2015 года для Linux. Все версии распространяются через сервис цифровой дистрибуции Steam.

## Оценки и мнения
| Сводный рейтинг       | Сводный рейтинг |
| Агрегатор             | Оценка          |
| --------------------- | --------------- |
| GameRankings          | 73,89 %         |
| Metacritic            | 73/100          |
| Иноязычные издания    |                 |
| Издание               | Оценка          |
| Destructoid           | 8,5/10          |
| GameWatcher           | 8/10            |
| Hardcore Gamer        | 4/5             |
| Русскоязычные издания |                 |
| Издание               | Оценка          |
| Riot Pixels           | 50/100          |

Worms Clan Wars получила смешанные, но в основном позитивные отзывы от критиков. На сайтах GameRankings и Metacritic средняя оценка составляет 73,89 % и 73/100 соответственно. Рецензенты отнесли к достоинствам геймплей, большой выбор вооружения и многопользовательский режим, но критике подвергли недостатки, унаследованные от предыдущей игры серии, такие как физику жидкостей и дисбаланс в некоторых режимах.
Летом 2018 года, благодаря уязвимости в защите Steam Web API, стало известно, что точное количество пользователей сервиса Steam, которые играли в игру хотя бы один раз, составляет 840 770 человек.